# Las Albahacas
Las Albahacas es una localidad situada en el departamento Río Cuarto, provincia de Córdoba, Argentina
Se encuentra a 72 kilómetros de la ciudad de Río Cuarto, para llegar es necesario tomar la RP30 y luego el cruce de la RP23 a través de camimo asfaltado. Para llegar desde la ciudad de Córdoba es necesario tomar la Autovía Ruta Nacional 36 hasta Río Cuarto. 
Este lugar serrano se llamó primitivamente “Potrero de San Antonio”, con el tiempo se fue subdividiendo en lotes que se llamaron “Las Albahacas, Potrero de San Antonio, Los Ranqueles y Los Aromos".
La principal fuente de ingresos es el turismo.

## Historia
Esta localidad debe su nombre a una señora de apellido “Contreras”, la cual trajo de la provincia de San Luis, semillas de esta planta medicinal, que se reprodujeron en abundancia en casi todas las casas del pueblo. La otra versión cuenta que a la entrada del mismo a la orilla del camino había muchas plantas perfumadas a la que se le daría el nombre de “Las Albahacas”, aún a orillas de los arroyos se encuentra esta planta a la que se menciona.
Este pintoresco lugar serrano, fue un gran campo que se llamó primitivamente potrero de San Antonio, y con el tiempo se fue subdividiendo en lotes que llegaron a denominarse “Las Albahacas y El Chacay”.
El lote de Las Albahacas, que es el actual pueblo se dividió en dos barrios, al Norte los Ranqueles y al sur Las Albahacas.

### Orígenes
Inicialmente, esta zona estuvo habitada por pueblos aborígenes comechingones (sedentarios, cazadores-recolectores) y ranqueles (cazadores nómadas) que recorrían la serranía y el curso de los ríos. Se consolidó una sociedad agroalfarera; estos aborígenes estaban organizados políticamente en pequeñas entidades agrupadas en pueblos.

## Turismo
Entre los principales atractivos turísticos de la comuna, se encuentran numerosos balnearios de arena fina, ríos tranquilos, asadores, etc.
Existen también cerros propicios para el ciclismo,.

## Geografía

### Clima
Las Albahacas es un pueblo que se caracteriza por un ambiente típicamente serrano (noches muy frescas).
Con un clima templado, de veranos muy calurosos e inviernos secos y no muy rigurosos, y un período de lluvias regular. Las elevadas temperaturas del verano en los mediodías, en general, se resisten sin grandes molestias debido a la sequedad del aire.[cita requerida]

### Hidrografía
El río Piedra Blanca, en el tramo que atraviesa el poblado, tiene el privilegio de tener aguas claras y tranquilas, que discurren sobre un lecho de base arenosa y en partes, complementado con piedras lajas.

### Población
Cuenta con 382 habitantes (Indec, 2022), lo que representa un incremento del 25% frente a los 287 habitantes (Indec, 2010) del censo anterior.
| Gráfica de evolución demográfica de Las Albahacas entre 1991 y 2022 |
|                                                                     |
| Fuente: Censos nacionales del INDEC                                 |

### Sismicidad
La sismicidad de la región de Córdoba es frecuente y de intensidad baja, y un silencio sísmico de terremotos medios a graves cada 30 años en áreas aleatorias. Sus últimas expresiones se produjeron:
- 22 de septiembre de 1908 (116 años), a las 17.00 UTC-3, con 6,5 Richter, escala de Mercalli VII; ubicación 30°30′0″S 64°30′0″O / -30.50000, -64.50000; profundidad: 100 km; produjo daños en Deán Funes, Cruz del Eje y Soto, provincia de Córdoba, y en el sur de las provincias de Santiago del Estero, La Rioja y Catamarca[2]
- 16 de enero de 1947 (78 años), a las 2.37 UTC-3, con una magnitud aproximadamente de 5,5 en la escala de Richter (terremoto de Córdoba de 1947)[1]
- 28 de marzo de 1955 (70 años), a las 6.20 UTC-3 con 6,9 Richter: además de la gravedad física del fenómeno se unió el desconocimiento absoluto de la población a estos eventos recurrentes (terremoto de Villa Giardino de 1955)
- 7 de septiembre de 2004 (20 años), a las 8.53 UTC-3 con 4,1 Richter
- 25 de diciembre de 2009 (15 años), a las 21.42 UTC-3 con 4,0 Richter